# Flavoxanthin
Flavoxanthin ist ein Blütenfarbstoff, der zur Gruppe der Xanthophylle gehört. Er wurde als Lebensmittelfarbstoff verwendet und war bis 1994 in der Europäischen Union als E 161a zugelassen.

## Eigenschaften
Beim Flavoxanthin handelt es sich um einen gelben in Aceton löslichen Feststoff.

## Vorkommen
Der Blütenfarbstoff ist beispielsweise im Hahnenfuß, dem gewöhnlichen Löwenzahn, verschiedenen Ginsterarten, den Stiefmütterchen und den Pollen der Akazie enthalten.

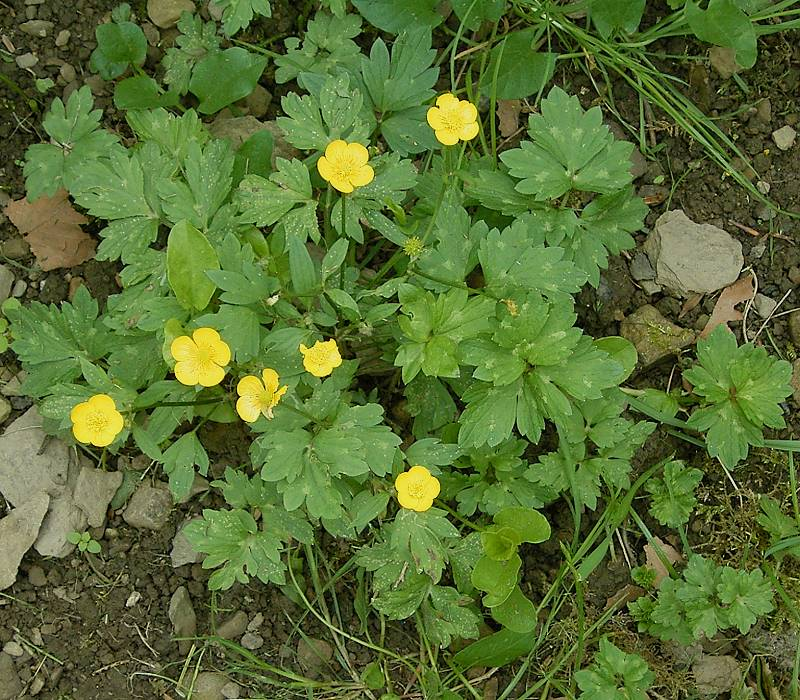
Kriechender Hahnenfuß (Ranunculus repens)
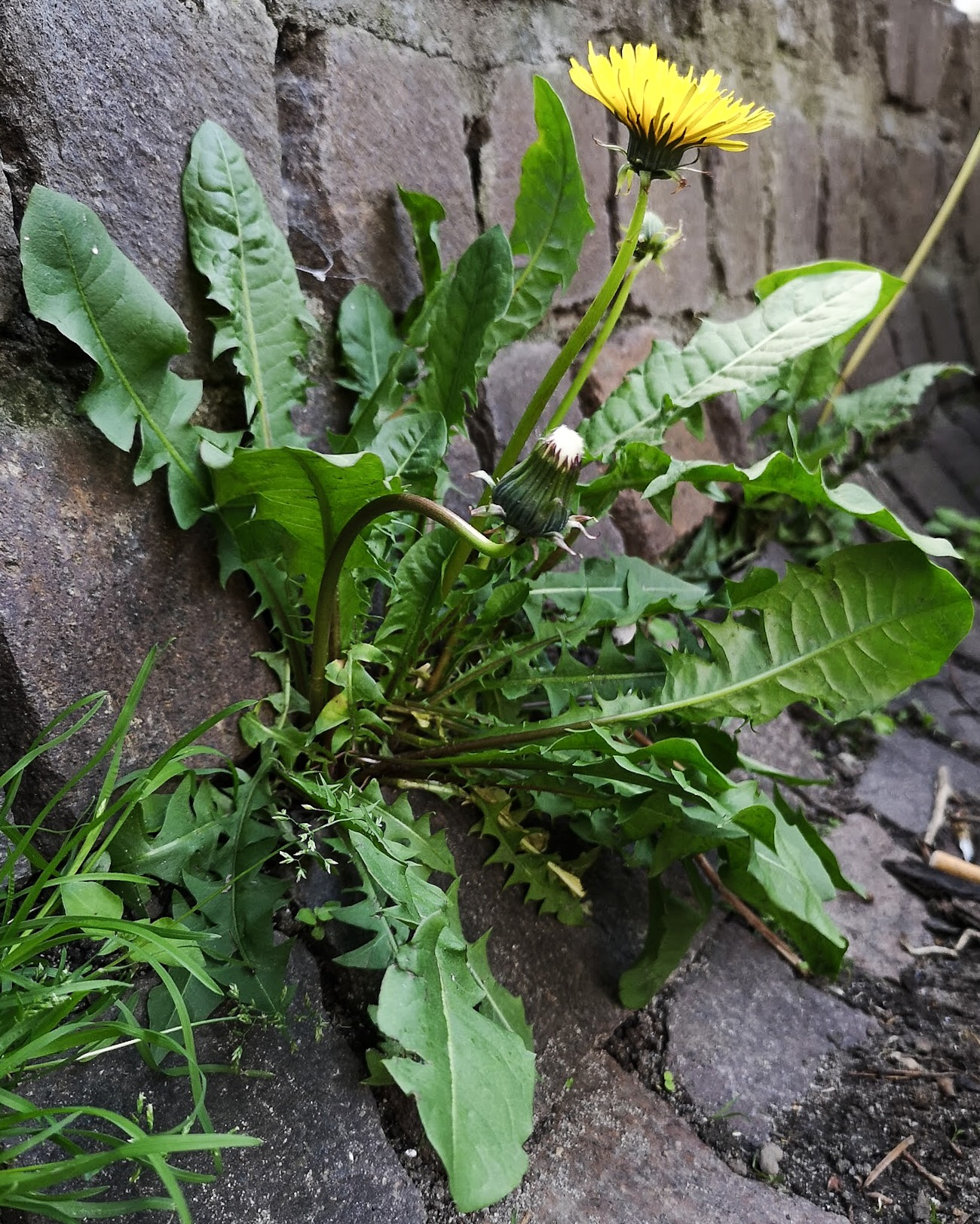
Gewöhnlicher Löwenzahn
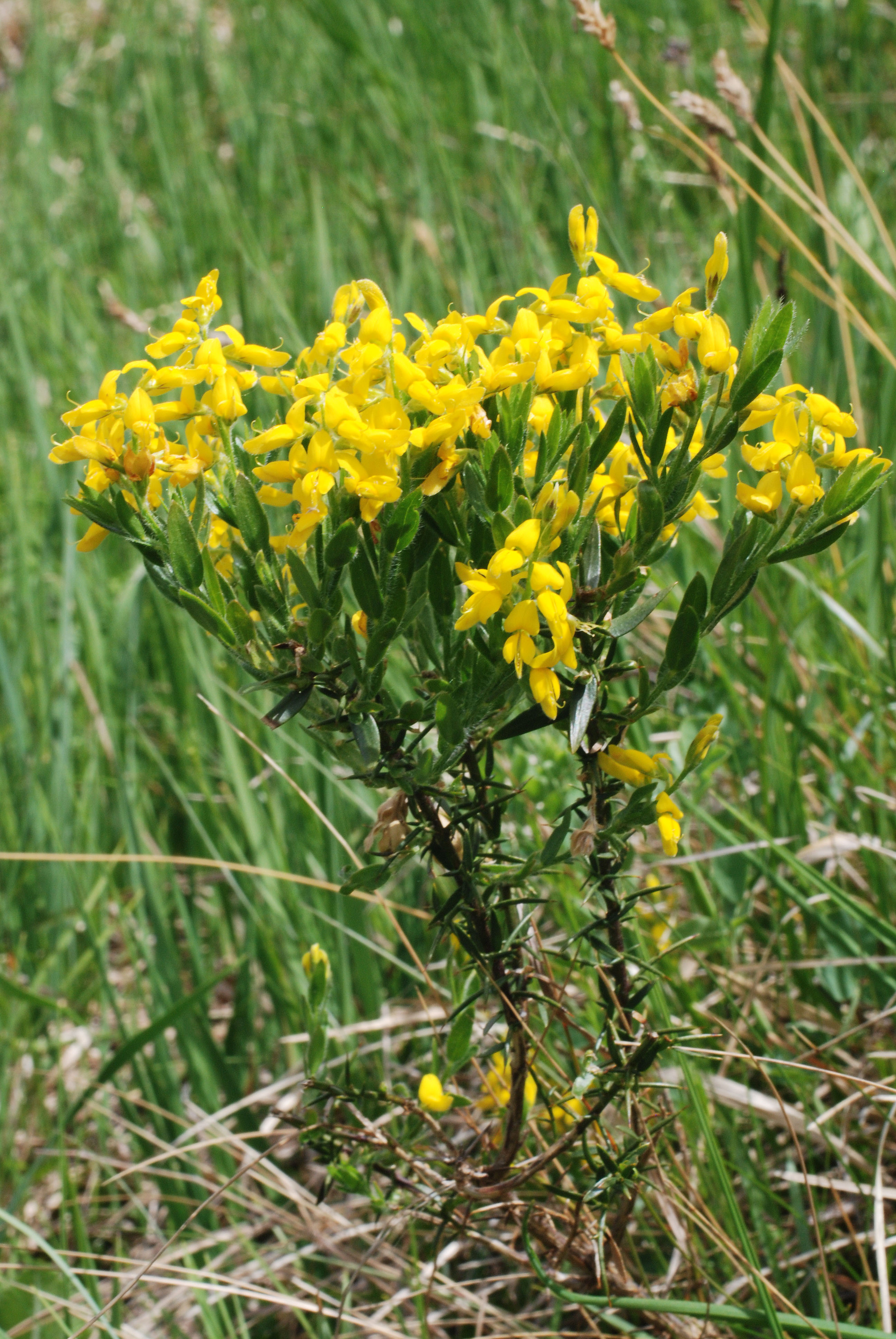
Deutscher Ginster
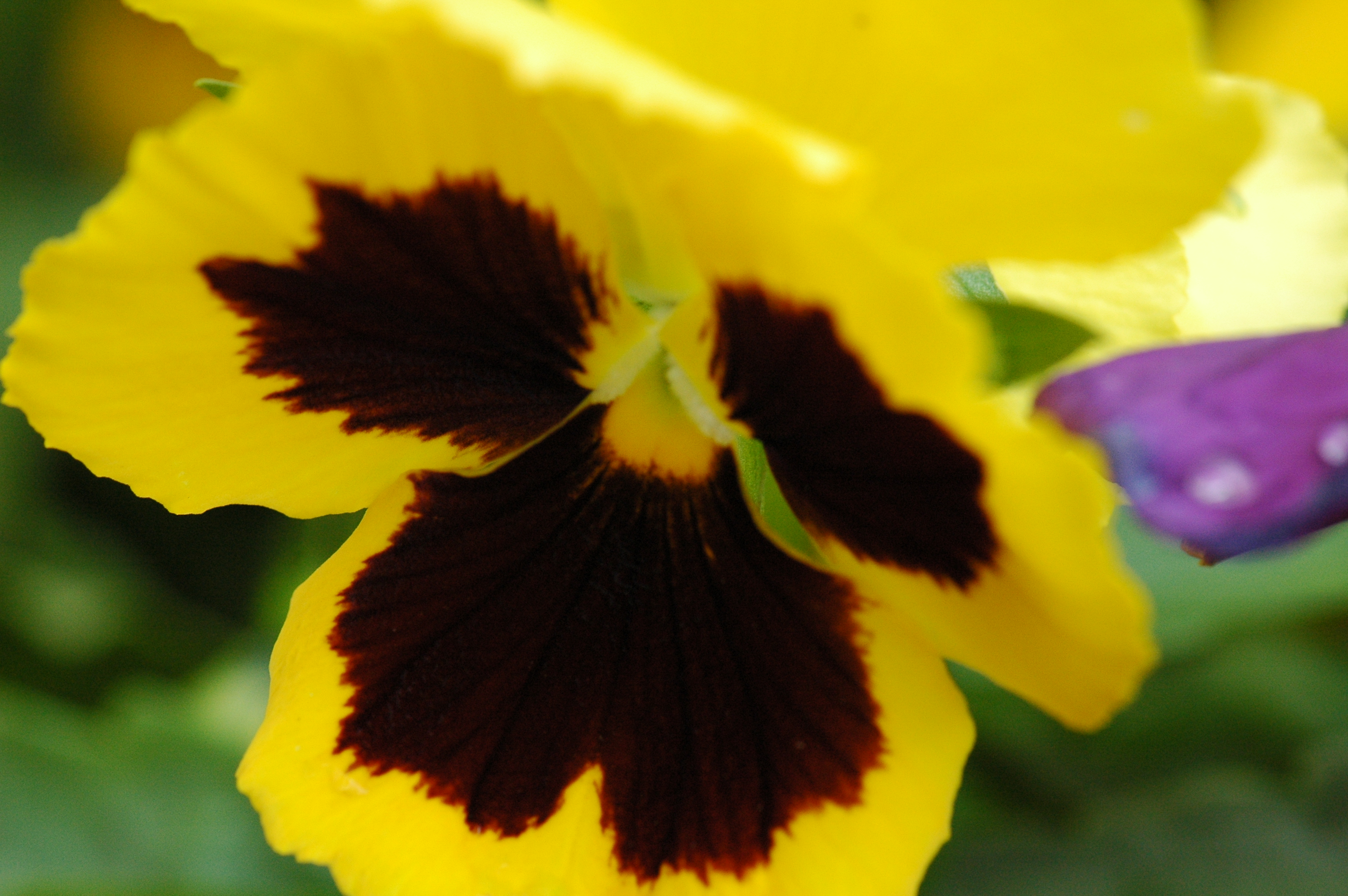
Gartenstiefmütterchen
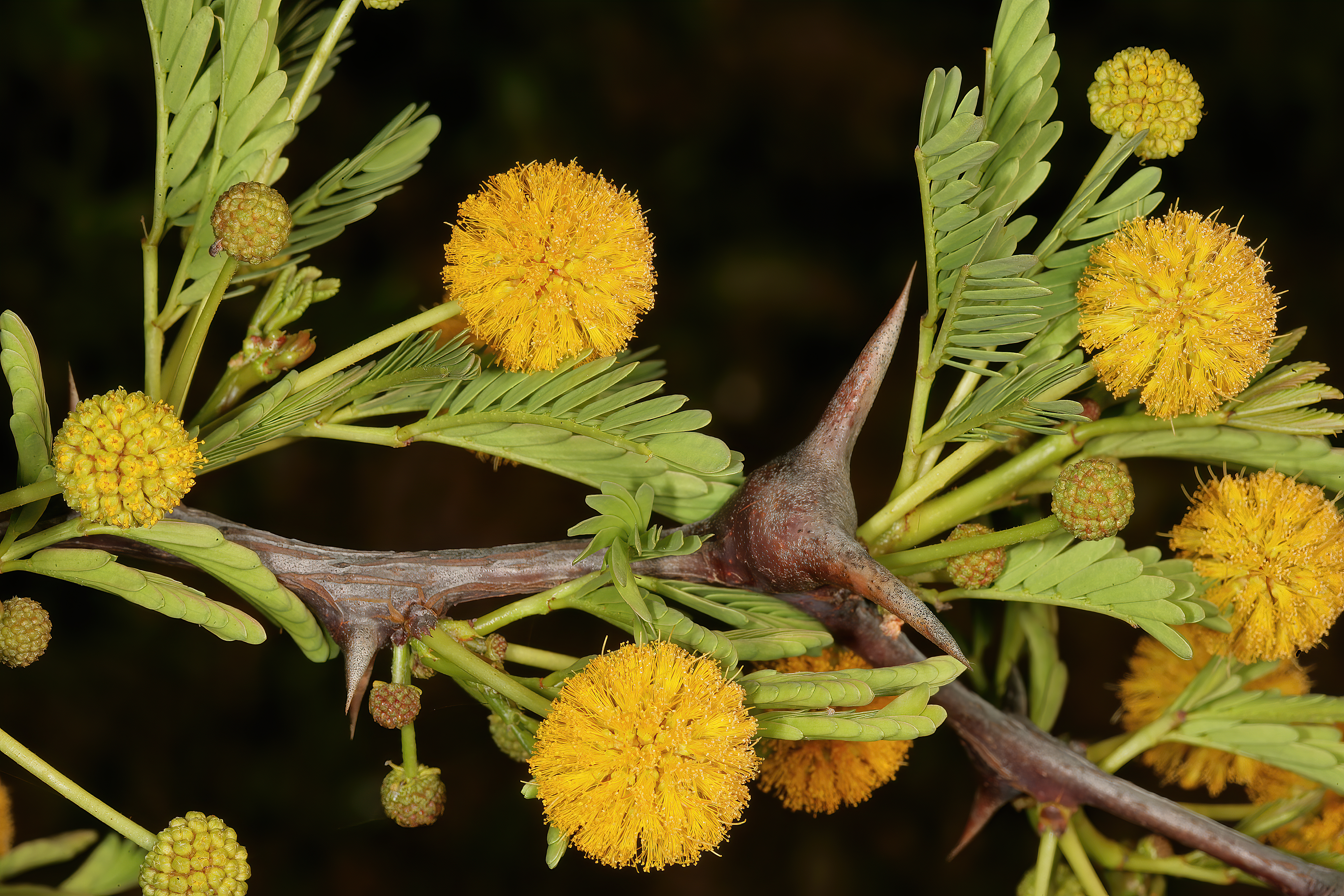
Vachellia erioloba

## Rechtliche Situation
In der Europäischen Union sind die Lebensmittelzusatzstoffe gemäß des Anhangs II der Verordnung (EG) Nr. 1333/2008 (Stand August 2021) sowie in der Schweiz, gemäß der Zusatzstoffverordnung (ZuV) (Stand: Juli 2020) aufgelistet. In der Europäischen Union und der Schweiz ist Flavoxanthin seit 1994 nicht mehr als Lebensmittelzusatzstoff zugelassen.